# Witchi-Tai-To
Witchi-Tai-To ist ein Jazzalbum des Jan Garbarek / Bobo-Stenson-Quartetts, aufgenommen am 27. und 28. November 1973 und von ECM Records im Jahr 1974 veröffentlicht.

## Das Album
Jan Garbareks Witchi-Tai-To wird nach seinen ersten Alben wie Afric Pepperbird und Triptycon, die noch stark unter dem Eindruck seines musikalischen Vorbildes John Coltrane standen, von vielen Kritikern als sein künstlerischer Durchbruch angesehen.
Neu war damals Garbareks Orientierung an folkloristischen Elementen (Hasta Siempre), die im Laufe der Karriere des Saxophonisten wesentliches Merkmal werden sollte. So spielte die Band hier fünf Stücke ein, von denen die Bandleader nicht eines selbst geschrieben hatten. Das Album beginnt mit A.I.R. von Carla Bley, bei dem Garbarek auf dem Sopransaxophon spielt. Die einprägsame Melodie hatte die Pianistin bereits kurz zuvor auf ihrem Album Escalator over the Hill eingespielt. Es folgt die einzige Original-Komposition dieses Albums, die Ballade Kukka des Bassisten Palle Danielsson, der hier ein kurzes Solo spielt. Zu den bekanntesten Stücken im Werk Garbareks sollte das milongaartige Stück Hasta siempre werden. Charlie Haden verwendete die Revolutionshymne zuvor bereits auf seinem Album Liberation Music Orchestra. Das Titelstück ist eine Komposition des indianischen Saxophonisten Jim Pepper,  die 1969 in der amerikanischen Hitparade war, mehrfach von der Band Oregon eingespielt wurde und auch durch Garbareks Interpretation zu einem Jazz-Standard wurde. Den Schlusspunkt des Albums setzt das ausgedehnte, über zwanzigminütige Stück von Don Cherry, Desireless. Hier beschwört Garbarek in seiner ausgedehnten Improvisation den Geist von John Coltrane. Don Cherry spielte das Stück in seiner Relativity Suite, wo es allerdings nur eine Minute dauerte.

## Die Titel
1. A.I.R. (Carla Bley) (8:15)
2. Kukka (Palle Danielsson) (4:32)
3. Hasta Siempre (Carlos Puebla) (8:10)
4. Witchi-Tai-To (Jim Pepper) (4:24)
5. Desireless (Don Cherry) (20:25)

## Wirkung
Das Album gehörte zu den in den frühen 1970er Jahren erschienenen Schallplatten wie die von Chick Corea, Keith Jarrett, Ralph Towner, John Abercrombie und anderen, die das Image des Münchner Labels schufen, was gemeinhin als „ECM-Sound“ bezeichnet wird.
Dem großen kommerziellen Erfolg von Witchi-Tai-To folgten sogleich weitere Aufnahmen Jan Garbareks mit verschiedenen Musikern des ECM-„Stalls“, wie Belonging im April 1974 mit Keith Jarrett und wiederum mit Palle Danielsson und Jon Christensen als Rhythmusgruppe; das Album Solstice im Dezember 1974 mit Ralph Towner sowie Dansere in der gleichen Besetzung wie Witchi-Tai-To zwei Jahre später.

## Beurteilung
Brian Olewnick nennt im All Music Guide Witchi-Tai-To und  Dave Hollands Conference of the Birds die zwei besten Jazzalben, die je bei ECM erschienen sind; es sei eines der wirklich großen Alben der 1970er Jahre. 1975 wurde es „Album des Jahres“ im Jazz Forum, dem Magazin der europäischen Jazz-Föderation. Das US-amerikanische Jazz-Magazin Down Beat bewertete das Album mit der höchsten Wertung (fünf Sternen) und schrieb damals, „das Garbarek/Stenson-Quartett ist sicherlich eines der vielseitigsten nicht-elektrisch (spielenden) Ensembles, die momentan in der Welt spielen.“